# Vitus Heinze
Vitus Heinze (* 18. März 1909 in Elberfeld; † 2. Februar 1988) war ein deutscher Politiker (CDU) und ehemaliger Abgeordneter des Hessischen Landtags.
Vitus Heinze besuchte das Gymnasium, legte 1928 das Abitur ab und machte eine zweijährige kaufmännische Lehre. Ab 1935 war er als selbständiger Kaufmann tätig. Daneben arbeitete er ehrenamtlich im Katholischen Jungmännerverband in Wuppertal-Elberfeld. In der Zeit des Nationalsozialismus war er der Verfolgung ausgesetzt. 1944 wurde sein Betrieb stillgelegt.
Seit 1945 war Vitus Heinze Mitglied der CDU und für seine Partei seit den ersten freien Kommunalwahlen in Hessen 1946 Gemeindevertreter in Schröck. Vom 3. Mai 1949 (als Nachrücker für Siegfried Ruhl) bis zum 30. November 1950 war er Mitglied des Hessischen Landtags. Im Landtag war er stellvertretender Vorsitzender des Wiederaufbau-Ausschusses.